# Nintendo Entertainment Analysis & Development
Das Entwicklerstudio Nintendo Entertainment Analysis & Development (jap. 任天堂 情報開発本部, Nintendō Jōhō Kaihatsu Honbu, dt. „Nintendo Informations- und Entwicklungshauptabteilung“), kurz als Nintendo EAD bekannt, war die führende und größte interne Abteilung des japanischen Videospiel- und Konsolenherstellers Nintendo. Sie diente der Entwicklung von Videospielen und ist für erfolgreiche Reihen wie Super Mario, The Legend of Zelda und viele weitere verantwortlich.
Mehr als 400 Mitarbeiter waren bei dem Unternehmen angestellt. Dieses war in Abteilungen und diese wiederum in mehrere Gruppen unterteilt; die Leitung über die Gesamtheit des Studios hatte der Spieleproduzent Shigeru Miyamoto, die Spieleentwicklungsabteilungen leitete Takashi Tezuka. Kern von EAD war das Software Development Department, das in Nintendos Hauptquartier in Kyōto untergebracht war. Es beinhaltete fünf Gruppen, die voneinander unabhängig Spiele entwickeln. Eine weitere Entwicklungsabteilung war das Software Development Department Tokio, auch bekannt als EAD Tokio, die aus etwa 65 Personen besteht.
Abgesehen von den Entwicklungsabteilungen gibt es eine Soundgruppe unter der Leitung des Komponisten Koji Kondo und eine Abteilung für die Programmierung, EAD Technology. An der Programmierung arbeitet EAD außerdem mit dem externen Unternehmen SRD unter der Leitung von Toshihiko Nakago zusammen. Ein Studio von SRD ist dazu im Kyōto-Gebäude von Nintendo untergebracht. Die Programmierer-Gruppe bei SRD beinhaltet 200 Personen.
Nintendo EAD wurde 1983 als Nintendo Research & Development 4 gegründet, Leitung erhielt damals Shigeru Miyamoto, der zwei Jahre zuvor mit Donkey Kong ein sehr erfolgreiches Spiel schuf. 1989 wurde seine Abteilung in EAD umbenannt. Bei einer internen Unternehmensumstrukturierung 2004 setzte Nintendo-Präsident Satoru Iwata das Entwicklerstudio neu zusammen, einige Mitarbeiter aus Nintendo Research & Development 1 und Nintendo Research & Development 2 agierten fortan unter dem EAD-Label. Die Gruppe EAD Tokio stieß 2003 hinzu.
Am 14. September 2015 gab Nintendo bekannt, dass Nintendo EAD mit Nintendo SPD zum 16. September 2015 zur Nintendo Entertainment Planning & Development (EPD) fusioniert. Als Abteilungsleiter fungiert seither Shinya Takahashi.

## Position innerhalb des Unternehmens Nintendo
Nintendo EAD ist neben Nintendo Software Design & Development, Nintendo Software Planning & Development, Nintendo Network Service Development, Nintendo Integrated Research & Development, Nintendo Technology Development, Nintendo Research Engineering & Development und Nintendo Software Technology eines der aktuell 16 First-Party-Entwicklerstudios und eines der 34 Exklusiventwicklerstudios der Firma Nintendo Co., Ltd. Durch die Aufteilung der Abteilung in verschiedene Entwicklungsgruppen mit eigenen Zuständigkeitsbereichen und Spieleserien ist Nintendo EAD im klassischen Sinne eigentlich ein Verbund mehrerer Entwicklerstudios. Nintendo EAD agiert als eigenständiges Unternehmen, das zwar zu Nintendo gehört, aber eigenständig plant und entwickelt, mit nur wenig Vorgaben seitens des Mutterkonzerns Nintendo.

## Geschichte

### Creative Department (bis 1983)
Als Nintendo in den 1970er Jahren in das Spielzeuggeschäft einstieg, stellte das Unternehmen mehrere Designer im sogenannten Creative Department, der Kreativabteilung, ein. Zu den ersten angestellten Designern zählte Makoto Kano. Zu der Zeit, als er an Game & Watch arbeitete, Anfang der 1980er Jahre umfasste diese Kreativabteilung fünf Designer. Kano arbeitete seit 1972 bei Nintendo, zunächst noch bei Research & Development (deutsch: Forschung- & Entwicklung), der damals einzigen Entwicklungsabteilung. R&D umfasste etwa 20 Mitarbeiter und wurde später in drei Abteilungen aufgetrennt. Auch Shigeru Miyamoto gehörte erst der Kreativabteilung an.

### Nintendo Research & Development 4 (1983–1990)

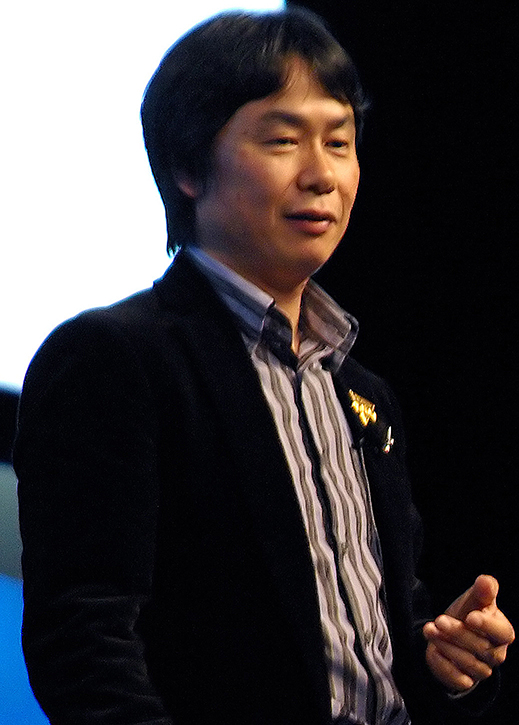
Dem Erfolg seines Arcade-Spieles Donkey Kong folgend, entstand eine neue Entwicklungsabteilung um Shigeru Miyamoto.

Nach dem großen Erfolg von Donkey Kong entschied der damalige Nintendo-Präsident Hiroshi Yamauchi, neben den bereits bestehenden Abteilungen Research & Development 1, 2 und 3 eine neue Entwicklungsabteilung um Shigeru Miyamoto aufzubauen. Er gründete 1983 Research & Development 4. General Manager der neuen Abteilung wurde Hiroshi Ikeda, der zuvor bei Tōei Animation gearbeitet hatte. Miyamoto fungierte in der Abteilung als Chefproduzent.

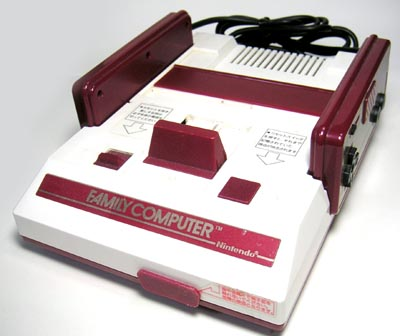
Das Famicom war Nintendos erste große Heimkonsole.

Während die Abteilungen R&D2 sowie R&D3 hauptsächlich Hardware entwickelten, war R&D4 als reine Softwareentwicklungsabteilung gedacht. R&D4 stand dabei in direkter Konkurrenz zu R&D1, das zum damaligen Zeitpunkt als Nintendos Hauptentwickler fungierte. Als eines der ersten Spiele entstand Mario Bros., das Miyamoto auf der Grundlage des Spiels Donkey Kong entwickelte, das zur Gründung der Abteilung geführt hatte. Noch unfähig allerdings das Spiel mit einem solch unerfahrenen Team zu programmieren, wurde es unter der Leitung von Miyamoto und Gunpei Yokoi von R&D1 programmiert. Eines der ersten komplett selbstentwickelten Spiele und eines der ersten für das Famicom-System war Super Mario Bros. (1985), der Nachfolger von Mario Bros. Das Spiel setzte Maßstäbe, die das Jump-’n’-Run-Genre nachhaltig beeinflussten, und wurde ebenfalls ein großer Erfolg. Mithilfe dieses Spiels gelang es Nintendo auch die 1983 entstandene amerikanische Videospielkrise zu beenden.

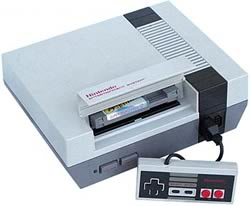
Das Nintendo Entertainment System, das außerjapanische Pendant zum Famicom, wurde zu einem großen Erfolg, der zum Großteil den Spielen von EAD zu verdanken ist (mit eingelegtem Super-Mario-Bros.-2-Modul abgebildet).

1986 entwickelte R&D4 unter anderem The Legend of Zelda, für das Miyamoto erneut als Regisseur fungierte. Sowohl Mario als auch Zelda wurden für Nintendo kommerziell sehr erfolgreiche Spiele. In der Folge entstanden für beide Spiele Nachfolger auf dem NES: 1986 veröffentlichte man Super Mario Bros. 2 in Japan, eine Abwandlung von Super Mario Bros. unter der Leitung von Tezuka (Das Spiel erschien erst 1993 in Nordamerika und Europa als Super Mario Bros.: The Lost Levels auf dem SNES-System). 1987 erschien Yume Kojo: Doki Doki Panic, entwickelt unter Kensuke Tanabe, das im Folgejahr 1988 in den USA und 1989 in Europa in abgewandelter Form unter dem Titel Super Mario Bros. 2 herauskam. Ebenfalls 1987 produzierte R&D4 einen Nachfolger zu Zelda: Zelda II: The Adventure of Link, dessen Entwicklung von Tadashi Sugiyama geleitet wurde. Auch diese Nachfolger wurden erfolgreich und sorgten dafür, dass andere Unternehmen an Lizenzen für die Spielprotagonisten interessiert waren. 1988 erschien nach zwei Jahren Entwicklungszeit ein weiterer Mario-Nachfolger für das NES: Super Mario Bros. 3.

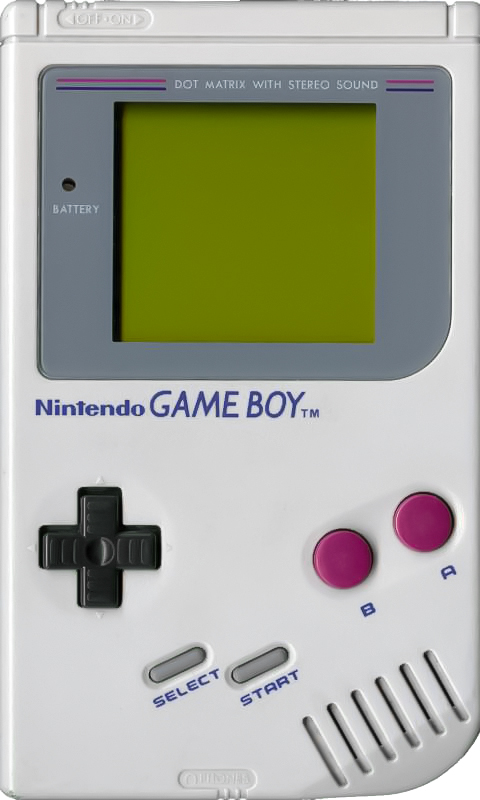
Der Game Boy, ein Handheld, wurde von Gunpey Yokoi entwickelt, seine Abteilung R&D1 kümmerte sich um Spiele für das Gerät, während sie von R&D4 als wichtigster Entwickler verdrängt wurde.

Mit der Zeit verdrängte R&D4 Gunpeis R&D1-Abteilung als wichtigster interner Nintendo-Entwickler. Bei R&D1 entstanden zur NES-Ära Titel wie Metroid und Kid Icarus, die aber nicht an den Erfolg von Mario oder Zelda anknüpften. 1989 erschien der Handheld Game Boy, eine Kreation von Yokoi. Seine Abteilung kümmerte sich fortan um die Entwicklung von Game-Boy-Spielen – so stammt der Start-Titel Super Mario Land von ihm –, R&D4 wurde fast allein für die Konsolenspiele zuständig.

### Nintendo Entertainment Analysis & Development (1990–2004)

#### Zur Zeit des Super Nintendo Entertainment System (1990–1996)

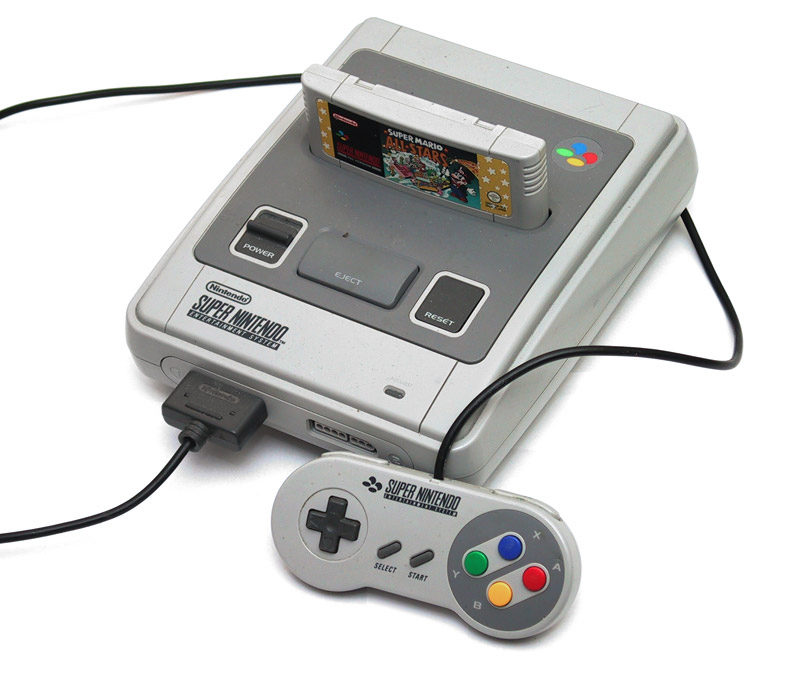
Das SNES, Nintendos zweite Heimkonsole, mit Controller und eingestecktem Super-Mario-All-Stars-Modul. Unter den EAD-Launchspielen für das SNES war auch Super Mario World.

Super Mario Bros. 3 blieb zwei Jahre lang das einzige Spiel von R&D4. In dieser Zeit entwickelte die Abteilung die ersten Spiele für das Super Nintendo Entertainment System (SNES), den Nachfolger des NES, das 1990 auf den Markt kam. Zu dieser Zeit widerfuhr der Abteilung eine Umstrukturierung: Mitarbeiter von R&D1, R&D2 sowie ein Großteil von R&D3 wurden der Abteilung zugeordnet, die in Entertainment Analysis & Development (EAD) umbenannt wurde und direkt unter Miyamotos Leitung stand. 1990 brachte das neu zusammengestellte Team drei Spiele für das SNES heraus: Pilotwings, F-Zero, die nicht nur die Leistung der neuen Konsolen zur Schau stellen, sondern auch ihre Genres revolutionierten; und Super Mario World, an dem 16 Personen drei Jahre lang arbeiteten, es wurde ein Launch-Spiel für das SNES. 1991 kam eine SNES-Portierung von SimCity auf dem Markt, programmiert von R&D4.

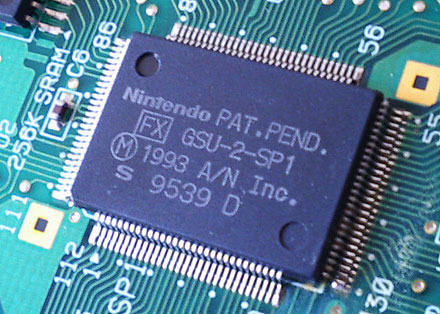
Der Super-FX-Chip, von Argonaut Games entwickelt, erhöhte die grafischen Leistungen des SNES und wurde unter anderem für Star Fox verwendet; abgebildet ist der Super-FX-2-Chip auf der Platine von Super Mario World 2: Yoshi’s Island.

Zu weiteren großen EAD-Entwicklungen für das SNES zählen The Legend of Zelda: A Link to the Past (1991), das die Zelda-Reihe weiter führte, Super Mario Kart (1992), das als Begründer des Funracer-Genres gilt, und Super Mario All-Stars (1993), eine Neuauflage der vier NES-Mario-Spiele. 1992 arbeitete EAD mit Argonaut Games am Super-FX-Chip zusammen, der in einem Modul eingebaut die grafischen Fähigkeiten des SNES verbesserte. Argonaut Games entwickelte für den Chip eine Shooter-Tech-Demo, die Miyamoto derart zusagte, dass er daraus ein Spiel entwickeln ließ. EAD gestaltete Figuren und Level, Argonaut Games arbeitete an der 3D-Programmierung. Das Ergebnis war Star Fox (1993). Auf Basis des Chips entwickelte EAD selbständig zwei Nachfolgespiele: Star Fox 2, das zwar fertiggestellt, aber nie veröffentlicht wurde, und Super Mario World 2: Yoshi’s Island (1995), das auf den Nachfolger des Chips basiert, den Super FX 2.

#### Zur Zeit des N64 (1996–2001)
1996 kam Nintendos dritte Heimkonsole heraus, das N64, das speziell für 3D-Spiele gebaut worden war. EAD war auch hier für einen wichtigen Teil des Launch-Angebots zuständig und entwickelte neben Wave Race einen Nachfolger zu Mario. Super Mario 64 beanspruchte ein großes Entwicklerteam. EAD startete die Entwicklung weiterer Nachfolgespiele etwas später als für diese zwei Spiele. Das Team, das sich für das unveröffentlichte Star Fox 2 verantwortlich zeichnete, entwickelte Star Fox 64, Yoshi’s Story kam von den Machern von Yoshi's Island, Mario Kart 64 von der übrigen EAD-Gruppe, die zuvor Super Mario Kart produziert hatte. Super Mario 64 erschien zum Start des N64 und revolutionierte das Jump'n'Run-Genre, Wave Race 64 kam einige Monate später auf dem Markt, wiederum Monate danach Star Fox 64 sowie Mario Kart 64.
Ende 1997 veröffentlichte Nintendo schließlich auch Yoshi’s Story, das von Kritikern als eines der schlechtesten Nintendo-Spiele seit Jahren gewertet wurde. Das für Wave Race verantwortlich zeichnende Team teilte sich auf, um parallel an 1080 Snowboarding und F-Zero X zu arbeiten; beide Spiele waren 1998 marktreif. Zusammen mit HAL Laboratory produzierte EAD Pokémon Stadium und Super Smash Bros.

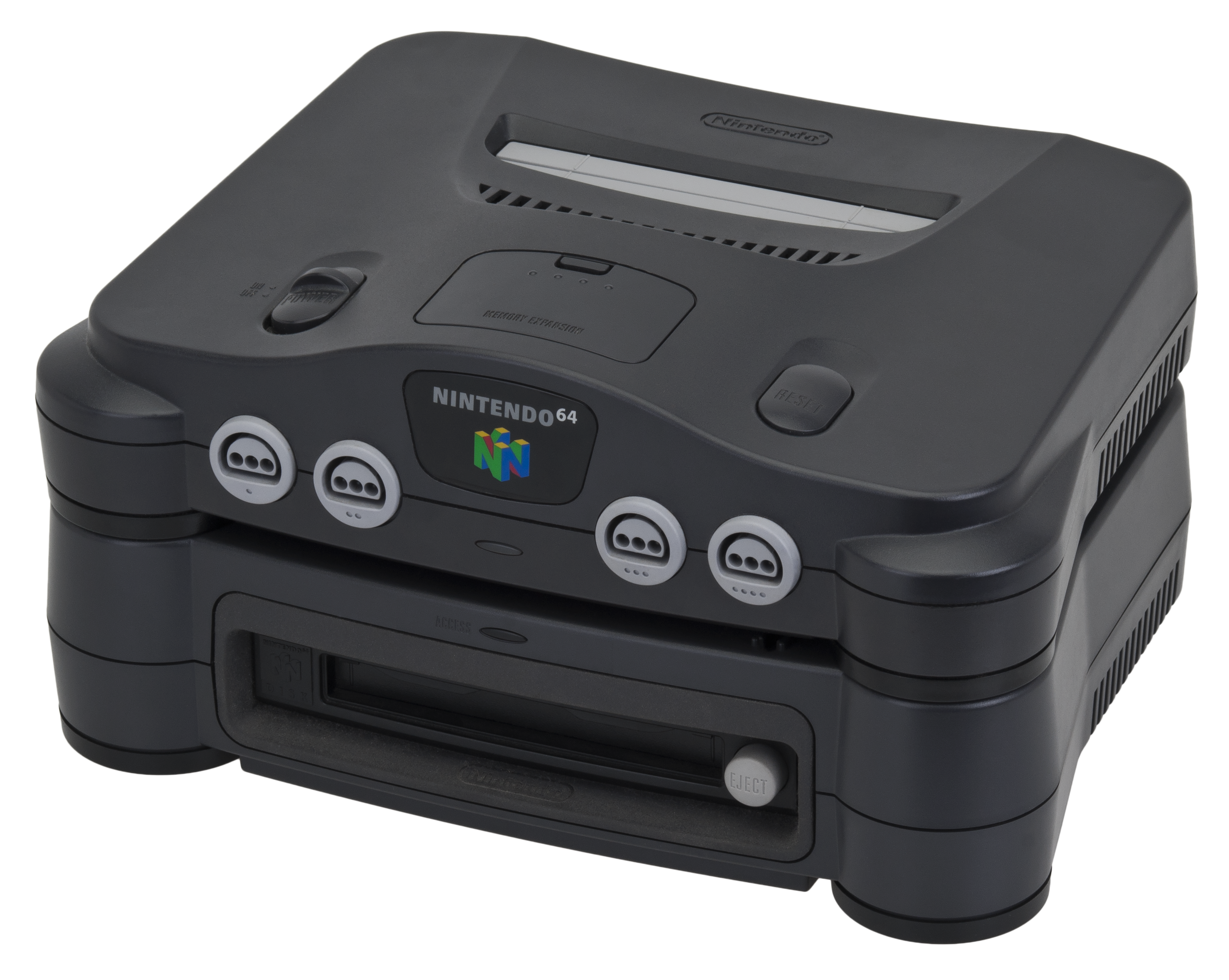
Das Disk-Zubehör Nintendo 64DD (unten angeschlossen) sollte das N64 ergänzen, das allein nur auf Module basiert.

Das N64 setzte noch auf Module, obwohl zu dieser Zeit bei der Konkurrenz CD-ROMs üblich waren. Nintendo verwendete Module, da die Ladezeit gegenüber CDs weitaus geringer ausfiel, dafür war aber die mögliche Speicherkapazität sehr begrenzt. Aus diesem Grund kam die Konsole bei Third-Party-Entwicklern nicht gut an, weshalb Nintendo diesen Fehler mit dem Zubehör Nintendo 64DD, das Disks lesen konnte, zu beheben versuchte.
The Legend of Zelda: Ocarina of Time wurde ein weiteres EAD-Projekt, das ein für die damalige Zeit riesiges Team von etwa 120 Mitarbeitern beanspruchte. Das Spiel stellte den Übergang der Zelda-Reihe von 2D in 3D dar, weshalb sich der Entwicklungsprozess hinzog. Zunächst wurde es speziell für das N64 DD gestaltet, später wieder als reguläres N64-Modul. Ocarina of Time kam im November 1998 heraus und revolutionierte seine Spielereihe sowie das eigene Genre so, wie es bereits Super Mario 64 getan hatte. Es war nicht nur kommerziell erfolgreich, sondern zählt noch heute als eines der besten Videospiele.
Nach Ocarina of Time begann für EAD eine Zeit der Experimente, man wollte neuartige Erfahrungen schaffen, anstelle von ständigen Ablegern der gleichen Spielereihen. Diese Entscheidung wurde maßgeblich dadurch beeinflusst, dass Nintendo zur N64-Ära mehr und mehr an Popularität und Bedeutung verlor. Nintendo arbeitete mit anderen Entwicklerstudios an neuen Spielereihen zusammen, Sin and Punishment, Mario Party, Mario Golf und Mario Tennis; Capcoms Studio Flagship arbeitete an zwei Zelda-Spielen für den Game Boy. EAD selbst begann, mit bekannten Spielereihen zu experimentieren, die teils für das N64 DD gedacht waren. Ein Großteil dieser Experimente erblickte nie das Licht der Welt. Super Mario 64 2 wurde zwar angekündigt, die Entwicklung aber abgebrochen; Ura Zelda sollte eine Erweiterung von Ocarina of Time sein und Ideen ermöglichen, die auf einem Modul nicht möglich gewesen waren, erschien aber ebenfalls nie. Zur gleichen Zeit wie Ura Zelda arbeitete Nintendo auch an Zelda: Gaiden, aus dem das 1999-Spiel The Legend of Zelda: Majora’s Mask wurde. Es baute auf die Engine von Ocarina of Time auf.
EAD kreierte für das N64 DD eine Reihe von Programmen unter dem Label Mario Artist, die 1999/2000 publiziert wurden. Ein weiteres Spiel für die Hardware war das F-Zero X Expansion Kit. Das Zusatzgerät selbst wurde in dieser Zeit immer wieder verschoben und schließlich zu einem kommerziellen Misserfolg, Nintendo ließ es außerhalb Japans gar nicht erst erscheinen. Darum sah sich Nintendo gezwungen, mehrere N64-DD-Titel abzubrechen, darunter Pilotwings 64 II, 1080 Snowboarding II, Super Mario 64 2, Ura Zelda, Cabbage sowie Emperor of the Jungle. Die Entwicklungsabbrüche waren zum Teil auch durch mangelnde Zeit begründet und durch den Umstand, dass Nintendo seine Ressourcen anderweitig nutzen wollte. EADs letztes N64-Spiel ist Animal Crossing, das in Japan im April 2001, außerhalb Japans 2002/2004 für den GameCube herauskam.

#### Beginn der GameCube-Ära (2001–2003)

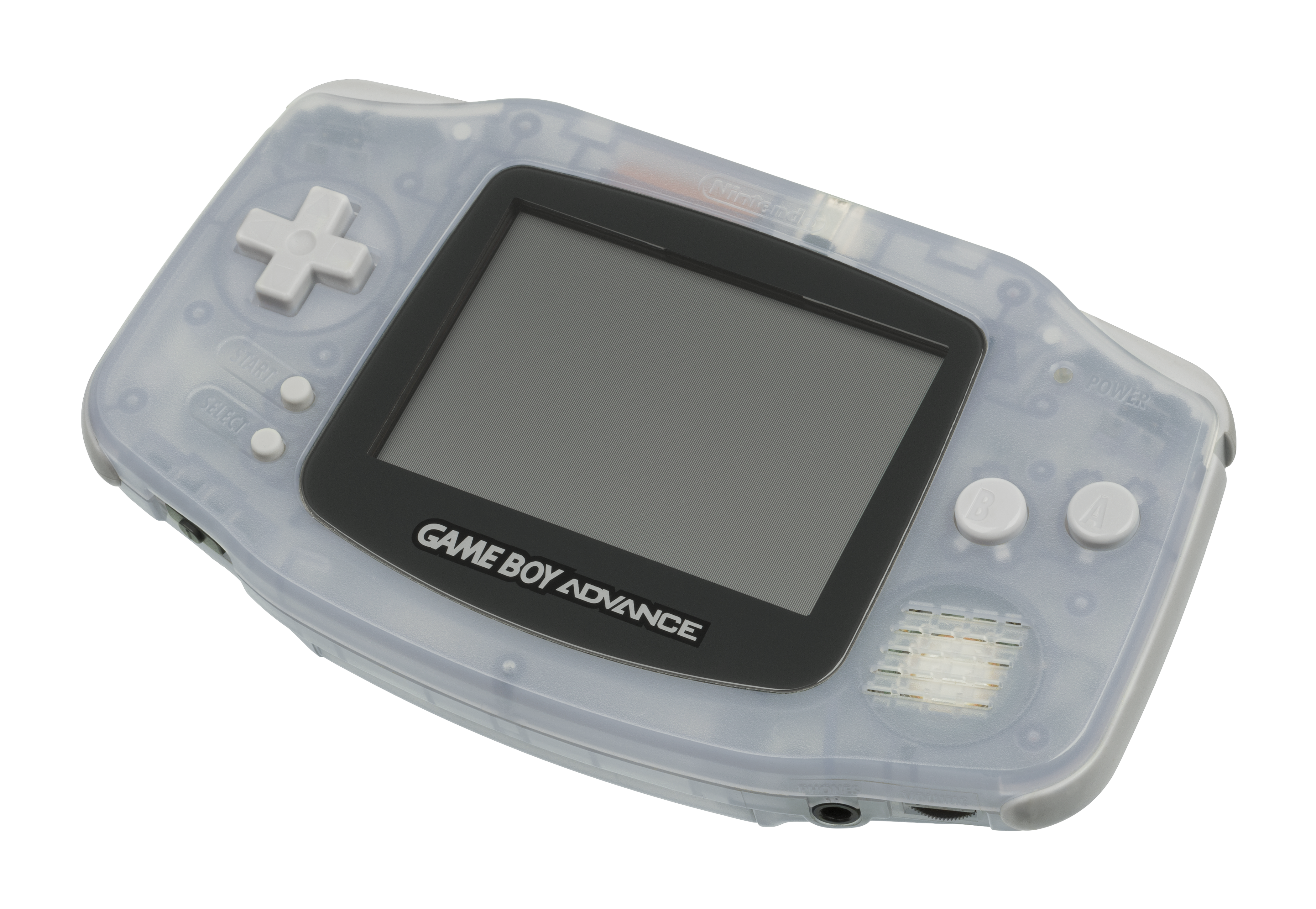
Der Game Boy Advance. Für diesen Handheld entwickelte EAD eine vierteilige Serie von Mario-Neuauflagen.

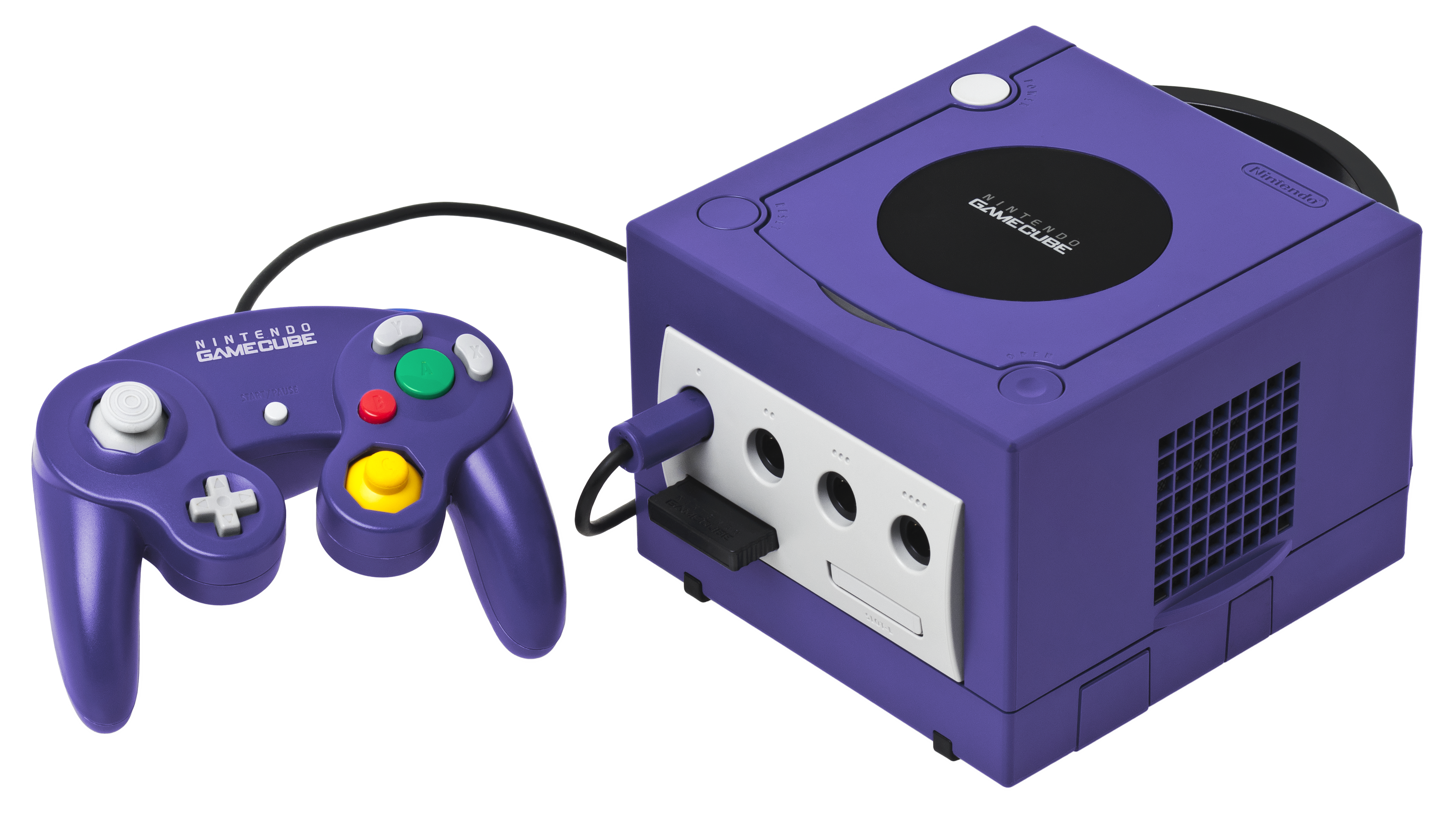
Der GameCube (abgebildet mit Controller) ist der Nachfolger des N64. Er war die erste Konsole, zu deren Start kein Mario-Spiel auf dem Markt war, stattdessen gab es zu Beginn das EAD-Spiel Luigi's Mansion.

Das N64 wurde 2001 beziehungsweise in Europa 2002 durch den Nachfolger GameCube abgelöst, im gleichen Jahr trat der Game Boy Advance (GBA) an die Stelle der vorherigen Game-Boy-Modelle. Für den GBA entwickelte EAD Super Mario Advance, eine vierteilige Serie von Neuauflagen alter Mario-Spiele. Zum Start des GameCubes stand erstmals kein Mario-Spiel parat, sondern das EAD-Spiel Luigi’s Mansion, dessen Protagonist Marios Bruder ist. Noch im gleichen Jahr machte Pikmin auf dem Spielwürfel sein Debüt. Ein Mario-Spiel kam 2002 für den GameCube raus, Super Mario Sunshine, Ende des Jahres auch der Zelda-Ableger The Legend of Zelda: The Wind Waker. 2003 folgte Mario Kart: Double Dash!!.

### Umstrukturierung (2004)

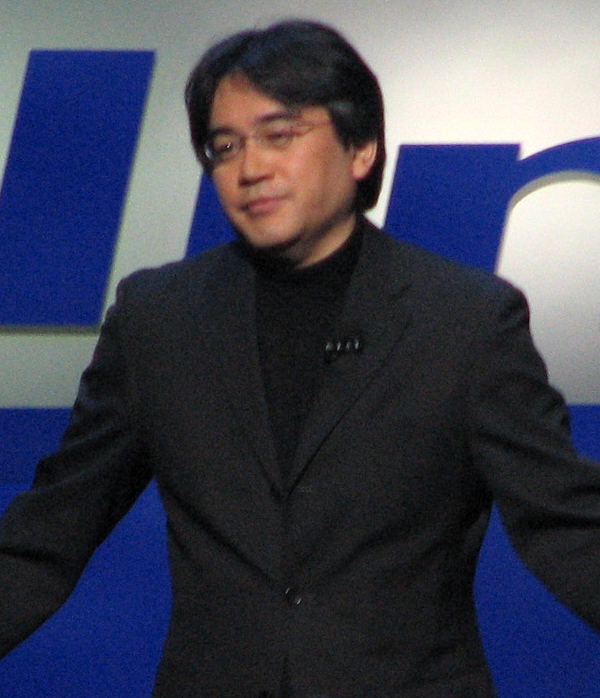
Von 2002 bis 2015 war Satoru Iwata Präsident von Nintendo.

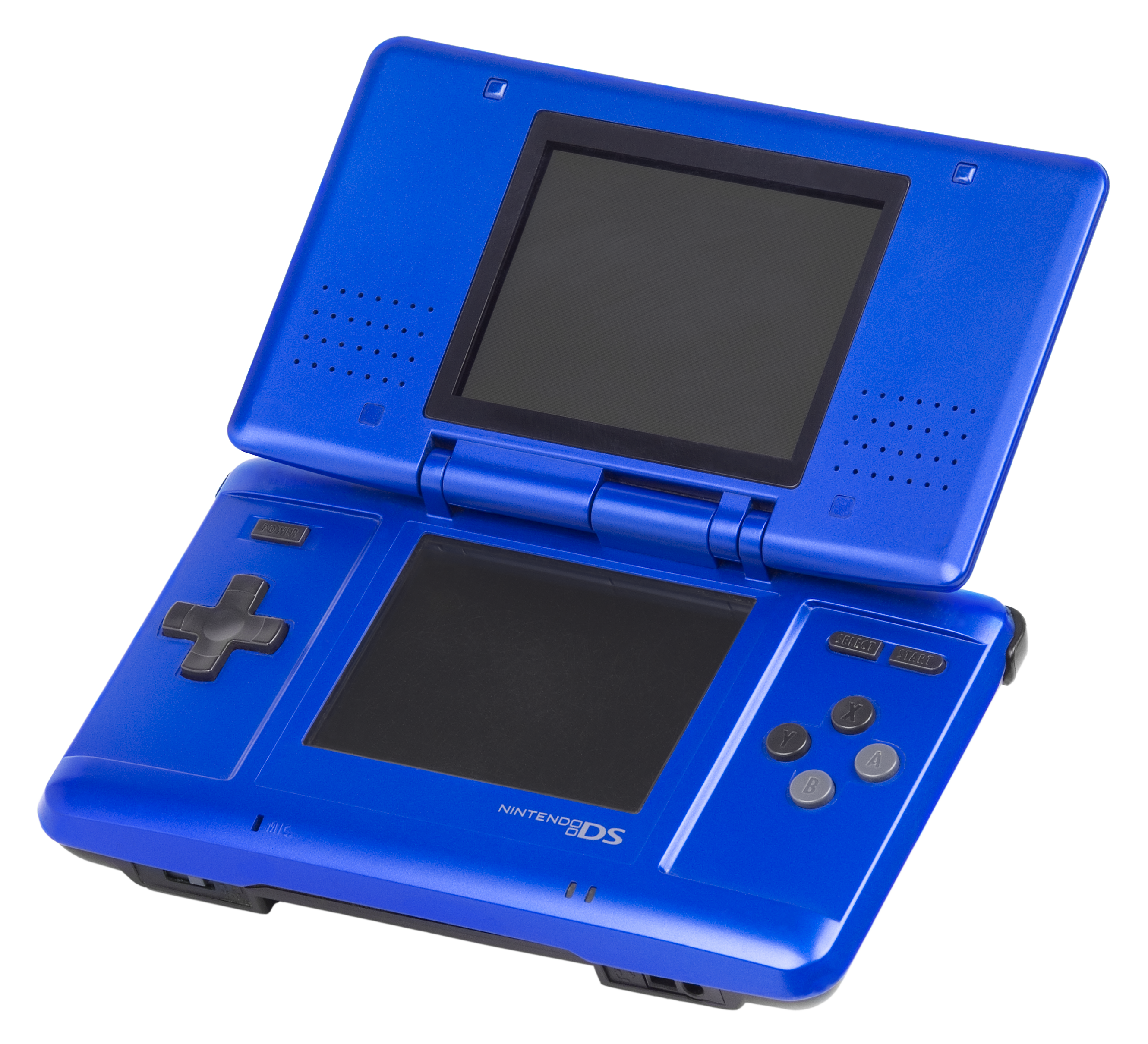
Ein blauer Nintendo DS der ersten Generation. Mit dem innovativen DS gelang es Nintendo, eine neue Zielgruppe zu erschließen.

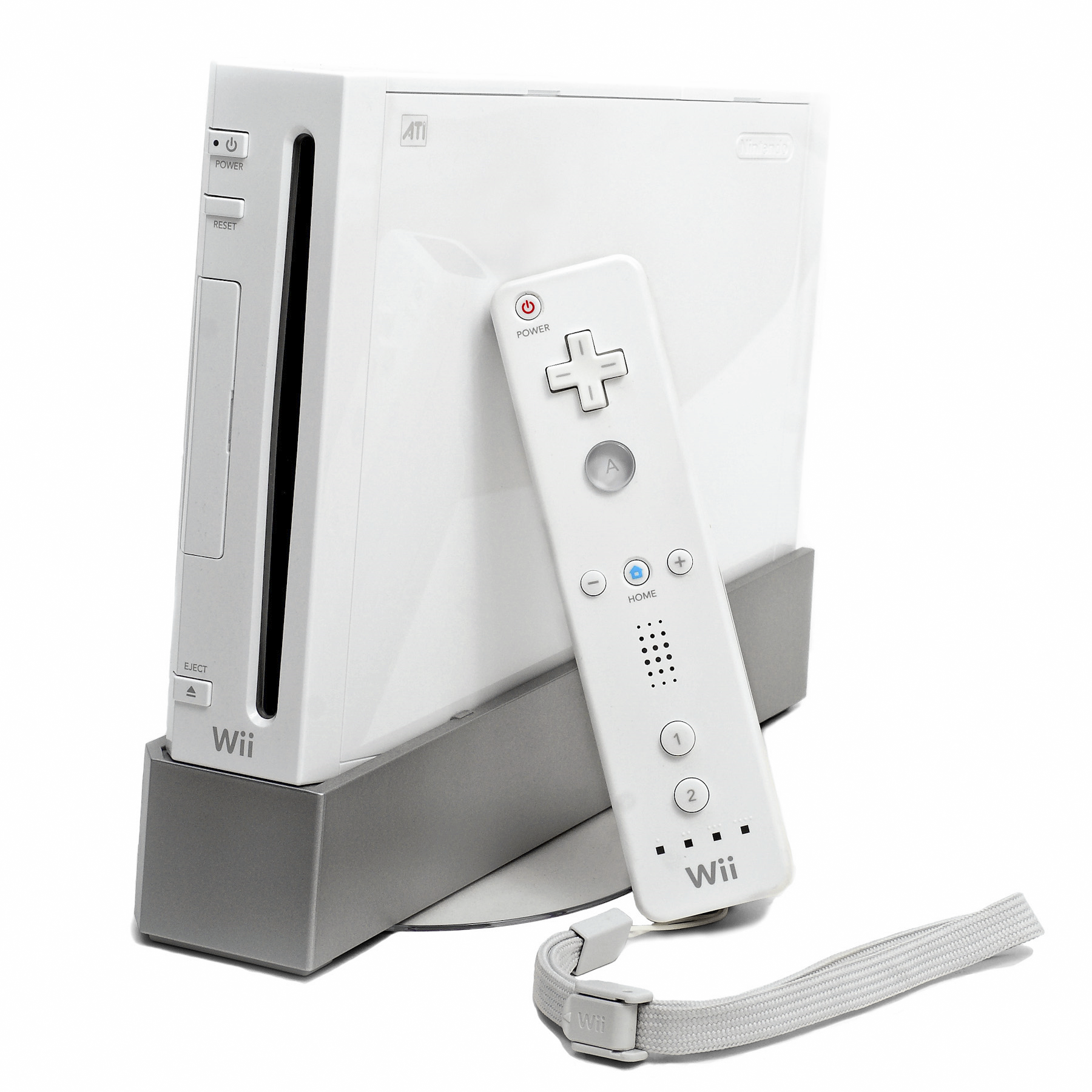
Eine Nintendo-Wii-Konsole mit Controller, der Bewegungen registrieren kann. Auf diese Funktion basiert der Starttitel Wii Sports, der, von EAD produziert, zu einem der meistverkauften Videospiele wurde.

2002 wurde Satoru Iwata Präsident von Nintendo, der von 1993 bis 2000 Präsident von HAL Laboratory gewesen war. Iwata löste damit Hiroshi Yamauchi ab, der etwa ein halbes Jahrhundert an der Spitze des Unternehmens gestanden hatte. Unter Iwatas Leitung führte das Unternehmen 2004 den Handheld Nintendo DS ein, der über zwei Bildschirme verfügt, einer davon ein Touchscreen. Damit wollte man innovative Spielideen ermöglichen und neue Käuferschichten ansprechen. Die gleiche Strategie verfolgte Nintendo mit der Wii-Konsole, die 2006 erschien. Ursprünglich unter dem Projektnamen Revolution bekannt, setzte Nintendo mit seiner neuen Konsole nicht auf technische Leistungsfähigkeit, sondern auf innovative Spielideen, die durch Bewegungssteuerung ermöglicht werden.
Um Nintendo auf diese Philosophieänderung vorzubereiten, stellte Iwata 2004 die internen Entwicklungsabteilungen neu zusammen. R&D1, R&D2 sowie Special Planning & Development wurden aufgelöst. Die Mitarbeiter dieser Abteilung wurden der EAD zugeordnet, sodass der Mittelpunkt der Softwareentwicklung bei EAD unter Miyamotos Leitung erfolgt. Die riesige EAD-Abteilung wurde in mehrere kleinere Gruppen unterteilt. Jede Gruppe untersteht der Leitung eines Produzenten, wofür Iwata mehrere langjährige Direktoren, wie Eiji Aonuma, Hideki Konno, Tadashi Sugiyama, Takao Shimizu oder Shinya Takahashi, in den Produzentenstand erhob.

## Aktuelle Unternehmensstruktur
EAD wird von Shigeru Miyamoto geleitet, der die Stelle des Senior Managing Director und des General Manager innehat. Das Studio ist in zwei Entwicklungsabteilungen eingeteilt, für deren Leitung Takashi Tezuka verantwortlich zeichnet: das Software Development Department in Kyōto und das Tokio Software Development Department. Ersteres ist in fünf Gruppen unterteilt, die Tokio-Abteilung in zwei Gruppen, jede davon agiert eigenständig und unter der Führung eines zuständigen Produzenten. Parallel dazu existiert eine Soundgruppe unter der Aufsicht Kōji Kondōs sowie die Abteilung EAD Technology, geleitet von Takao Sawano. EAD Technology ist gespalten in die Technology Design Group und die Development Environment Group, die wiederum eigene Manager haben. Als übergeordnete Instanz fungiert die Comprehensive Group, die sich um die Verwaltung kümmert und von Miyamoto und Tezuka gemanagt wird.
Im Folgenden eine schematische Übersicht der internen Gliederung von EAD seit der Umstrukturierung 2004.
|                              |                              |                              |                              |                                       |                                       |                                       |                                       |                                       |                                       |                              |                              |                              |                              |  |  |                        |                        |                        |                        |                        |                        |  |  |                        |                        |                        |                        |                        |                        |  |  | EAD Comprehensive Group         |                                 |                                 |                                 |                                 |                                 |  |  |                        |                        |                        |                        |                        |                        |  |  |                        |                        |                        |                        |                         |                         |                         |                         |                         |                         |                |                |                               |                               |                               |                               |                               |                               |                 |                 |                 |                 |  |  |  |  |  |  |  |  |  |  |  |  |  |  |  |  |  |  |  |  |  |  |  |  |  |  |  |  |  |  |  |  |  |  |  |  |  |  |  |  |  |  |  |  |  |  |  |  |  |  |  |  |  |  |
|                              |                              |                              |                              |                                       |                                       |                                       |                                       |                                       |                                       |                              |                              |                              |                              |  |  |                        |                        |                        |                        |                        |                        |  |  |                        |                        |                        |                        |                        |                        |  |  |                                 |                                 |                                 |                                 |                                 |                                 |  |  |                        |                        |                        |                        |                        |                        |  |  |                        |                        |                        |                        |                         |                         |                         |                         |                         |                         |                |                |                               |                               |                               |                               |                               |                               |                 |                 |                 |                 |  |  |  |  |  |  |  |  |  |  |  |  |  |  |  |  |  |  |  |  |  |  |  |  |  |  |  |  |  |  |  |  |  |  |  |  |  |  |  |  |  |  |  |  |  |  |  |  |  |  |  |  |  |  |
|                              |                              |                              |                              |                                       |                                       |                                       |                                       |                                       |                                       |                              |                              |                              |                              |  |  |                        |                        |                        |                        |                        |                        |  |  |                        |                        |                        |                        |                        |                        |  |  |                                 |                                 |                                 |                                 |                                 |                                 |  |  |                        |                        |                        |                        |                        |                        |  |  |                        |                        |                        |                        |                         |                         |                         |                         |                         |                         |                |                |                               |                               |                               |                               |                               |                               |                 |                 |                 |                 |  |  |  |  |  |  |  |  |  |  |  |  |  |  |  |  |  |  |  |  |  |  |  |  |  |  |  |  |  |  |  |  |  |  |  |  |  |  |  |  |  |  |  |  |  |  |  |  |  |  |  |  |  |  |
|                              |                              |                              |                              | Tokio Software Development Department | Tokio Software Development Department | Tokio Software Development Department | Tokio Software Development Department | Tokio Software Development Department | Tokio Software Development Department |                              |                              |                              |                              |  |  |                        |                        |                        |                        |                        |                        |  |  |                        |                        |                        |                        |                        |                        |  |  | Software Development Department | Software Development Department | Software Development Department | Software Development Department | Software Development Department | Software Development Department |  |  |                        |                        |                        |                        |                        |                        |  |  |                        |                        |                        |                        |                         |                         |                         |                         |                         |                         |                |                |                               |                               |                               |                               |                               |                               |                 |                 |                 |                 |  |  |  |  |  |  |  |  |  |  |  |  |  |  |  |  |  |  |  |  |  |  |  |  |  |  |  |  |  |  |  |  |  |  |  |  |  |  |  |  |  |  |  |  |  |  |  |  |  |  |  |  |  |  |
|                              |                              |                              |                              | Tokio Software Development Department | Tokio Software Development Department | Tokio Software Development Department | Tokio Software Development Department | Tokio Software Development Department | Tokio Software Development Department |                              |                              |                              |                              |  |  |                        |                        |                        |                        |                        |                        |  |  |                        |                        |                        |                        |                        |                        |  |  | Software Development Department | Software Development Department | Software Development Department | Software Development Department | Software Development Department | Software Development Department |  |  |                        |                        |                        |                        |                        |                        |  |  |                        |                        |                        |                        |                         |                         |                         |                         |                         |                         |                |                |                               |                               |                               |                               |                               |                               |                 |                 |                 |                 |  |  |  |  |  |  |  |  |  |  |  |  |  |  |  |  |  |  |  |  |  |  |  |  |  |  |  |  |  |  |  |  |  |  |  |  |  |  |  |  |  |  |  |  |  |  |  |  |  |  |  |  |  |  |
|                              |                              |                              |                              |                                       |                                       |                                       |                                       |                                       |                                       |                              |                              |                              |                              |  |  |                        |                        |                        |                        |                        |                        |  |  |                        |                        |                        |                        |                        |                        |  |  |                                 |                                 |                                 |                                 |                                 |                                 |  |  |                        |                        |                        |                        |                        |                        |  |  |                        |                        |                        |                        |                         |                         |                         |                         |                         |                         |                |                |                               |                               |                               |                               |                               |                               |                 |                 |                 |                 |  |  |  |  |  |  |  |  |  |  |  |  |  |  |  |  |  |  |  |  |  |  |  |  |  |  |  |  |  |  |  |  |  |  |  |  |  |  |  |  |  |  |  |  |  |  |  |  |  |  |  |  |  |  |
| Tokio Software-Entwicklung 1 | Tokio Software-Entwicklung 1 | Tokio Software-Entwicklung 1 | Tokio Software-Entwicklung 1 | Tokio Software-Entwicklung 1          | Tokio Software-Entwicklung 1          |                                       |                                       | Tokio Software-Entwicklung 2          | Tokio Software-Entwicklung 2          | Tokio Software-Entwicklung 2 | Tokio Software-Entwicklung 2 | Tokio Software-Entwicklung 2 | Tokio Software-Entwicklung 2 |  |  | Software-Entwicklung 1 | Software-Entwicklung 1 | Software-Entwicklung 1 | Software-Entwicklung 1 | Software-Entwicklung 1 | Software-Entwicklung 1 |  |  | Software-Entwicklung 2 | Software-Entwicklung 2 | Software-Entwicklung 2 | Software-Entwicklung 2 | Software-Entwicklung 2 | Software-Entwicklung 2 |  |  | Software-Entwicklung 3          | Software-Entwicklung 3          | Software-Entwicklung 3          | Software-Entwicklung 3          | Software-Entwicklung 3          | Software-Entwicklung 3          |  |  | Software-Entwicklung 4 | Software-Entwicklung 4 | Software-Entwicklung 4 | Software-Entwicklung 4 | Software-Entwicklung 4 | Software-Entwicklung 4 |  |  | Software-Entwicklung 5 | Software-Entwicklung 5 | Software-Entwicklung 5 | Software-Entwicklung 5 | Software-Entwicklung 5  | Software-Entwicklung 5  |                         |                         | EAD Technology          | EAD Technology          | EAD Technology | EAD Technology | EAD Technology                | EAD Technology                |                               |                               | EAD Soundgruppe               | EAD Soundgruppe               | EAD Soundgruppe | EAD Soundgruppe | EAD Soundgruppe | EAD Soundgruppe |  |  |  |  |  |  |  |  |  |  |  |  |  |  |  |  |  |  |  |  |  |  |  |  |  |  |  |  |  |  |  |  |  |  |  |  |  |  |  |  |  |  |  |  |  |  |  |  |  |  |  |  |  |  |
| Tokio Software-Entwicklung 1 | Tokio Software-Entwicklung 1 | Tokio Software-Entwicklung 1 | Tokio Software-Entwicklung 1 | Tokio Software-Entwicklung 1          | Tokio Software-Entwicklung 1          |                                       |                                       | Tokio Software-Entwicklung 2          | Tokio Software-Entwicklung 2          | Tokio Software-Entwicklung 2 | Tokio Software-Entwicklung 2 | Tokio Software-Entwicklung 2 | Tokio Software-Entwicklung 2 |  |  | Software-Entwicklung 1 | Software-Entwicklung 1 | Software-Entwicklung 1 | Software-Entwicklung 1 | Software-Entwicklung 1 | Software-Entwicklung 1 |  |  | Software-Entwicklung 2 | Software-Entwicklung 2 | Software-Entwicklung 2 | Software-Entwicklung 2 | Software-Entwicklung 2 | Software-Entwicklung 2 |  |  | Software-Entwicklung 3          | Software-Entwicklung 3          | Software-Entwicklung 3          | Software-Entwicklung 3          | Software-Entwicklung 3          | Software-Entwicklung 3          |  |  | Software-Entwicklung 4 | Software-Entwicklung 4 | Software-Entwicklung 4 | Software-Entwicklung 4 | Software-Entwicklung 4 | Software-Entwicklung 4 |  |  | Software-Entwicklung 5 | Software-Entwicklung 5 | Software-Entwicklung 5 | Software-Entwicklung 5 | Software-Entwicklung 5  | Software-Entwicklung 5  |                         |                         | EAD Technology          | EAD Technology          | EAD Technology | EAD Technology | EAD Technology                | EAD Technology                |                               |                               | EAD Soundgruppe               | EAD Soundgruppe               | EAD Soundgruppe | EAD Soundgruppe | EAD Soundgruppe | EAD Soundgruppe |  |  |  |  |  |  |  |  |  |  |  |  |  |  |  |  |  |  |  |  |  |  |  |  |  |  |  |  |  |  |  |  |  |  |  |  |  |  |  |  |  |  |  |  |  |  |  |  |  |  |  |  |  |  |
|                              |                              |                              |                              |                                       |                                       |                                       |                                       |                                       |                                       |                              |                              |                              |                              |  |  |                        |                        |                        |                        |                        |                        |  |  |                        |                        |                        |                        |                        |                        |  |  |                                 |                                 |                                 |                                 |                                 |                                 |  |  |                        |                        |                        |                        |                        |                        |  |  |                        |                        |                        |                        |                         |                         |                         |                         |                         |                         |                |                |                               |                               |                               |                               |                               |                               |                 |                 |                 |                 |  |  |  |  |  |  |  |  |  |  |  |  |  |  |  |  |  |  |  |  |  |  |  |  |  |  |  |  |  |  |  |  |  |  |  |  |  |  |  |  |  |  |  |  |  |  |  |  |  |  |  |  |  |  |
|                              |                              |                              |                              |                                       |                                       |                                       |                                       |                                       |                                       |                              |                              |                              |                              |  |  |                        |                        |                        |                        |                        |                        |  |  |                        |                        |                        |                        |                        |                        |  |  |                                 |                                 |                                 |                                 |                                 |                                 |  |  |                        |                        |                        |                        |                        |                        |  |  |                        |                        |                        |                        |                         |                         |                         |                         |                         |                         |                |                |                               |                               |                               |                               |                               |                               |                 |                 |                 |                 |  |  |  |  |  |  |  |  |  |  |  |  |  |  |  |  |  |  |  |  |  |  |  |  |  |  |  |  |  |  |  |  |  |  |  |  |  |  |  |  |  |  |  |  |  |  |  |  |  |  |  |  |  |  |
|                              |                              |                              |                              |                                       |                                       |                                       |                                       |                                       |                                       |                              |                              |                              |                              |  |  |                        |                        |                        |                        |                        |                        |  |  |                        |                        |                        |                        |                        |                        |  |  |                                 |                                 |                                 |                                 |                                 |                                 |  |  |                        |                        |                        |                        |                        |                        |  |  |                        |                        |                        |                        | Technology Design Group | Technology Design Group | Technology Design Group | Technology Design Group | Technology Design Group | Technology Design Group |                |                | Development Environment Group | Development Environment Group | Development Environment Group | Development Environment Group | Development Environment Group | Development Environment Group |                 |                 |                 |                 |  |  |  |  |  |  |  |  |  |  |  |  |  |  |  |  |  |  |  |  |  |  |  |  |  |  |  |  |  |  |  |  |  |  |  |  |  |  |  |  |  |  |  |  |  |  |  |  |  |  |  |  |  |  |

Hinweise: Über die einzelnen Entwicklungsgruppen gibt es kaum offizielle Informationen, aber dennoch sprechen mehrere Quellen von folgender Aufteilung. Spiele werden einer Gruppe dabei anhand der im Abspann gelisteten Produzenten zugeordnet, da ein Gruppenproduzent immer in den Spielen der Gruppe als Produzent genannt wird.
Die englischen Namen der Gruppen entstammen offiziellen, auf deutsch geschriebenen Berichten und Dokumenten von Nintendo und sind daher auch nicht übersetzt worden.

### EAD Comprehensive Group
Manager/Produzenten: Shigeru Miyamoto, Takashi Tezuka
Die Comprehensive Group (deutsch etwa: Leitungsgruppe) stellt eine übergreifende Verwaltungsinstanz dar. Geleitet wird sie von Miyamoto und Tezuka. Die Mitarbeiter kümmern sich um die Verwaltung des Budgets, teilen Mitarbeitern Projekten zu und nehmen neue Konzepte an. Obwohl die Gruppe keine Entwicklungs-, sondern eine Leitungsabteilung ist, soll sie Super Mario 64 DS direkt entwickelt haben. Außerdem sagte Miyamoto aus, dass er mit einem kleineren Team an einem neuen Projekt arbeite. Daraus wird vermutet, dass er mit der Comprehensive Group ein Spiel entwickelt.

### Software Development Department

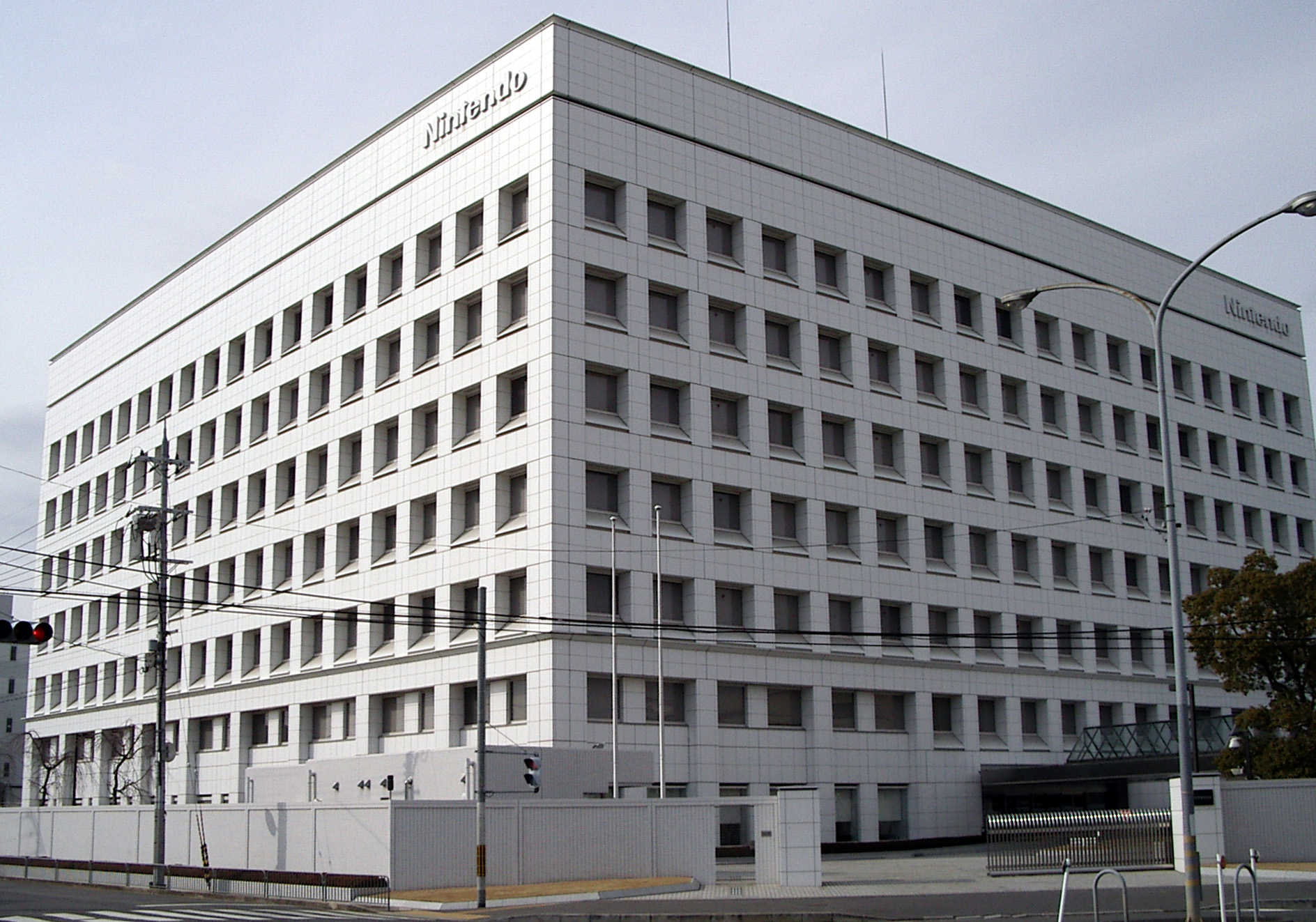
Nintendos Hauptquartier in Kyōto; untergebracht sind unter anderem die Kyōto-Abteilungen der EAD sowie die Kyōto-Zweigstelle von SRD.

Das Software Development Department (deutsch: Software-Entwicklungsabteilung) ist die wichtigste und größte Abteilung innerhalb von Nintendo EAD. Diese Abteilung entwickelt zumindest teilweise die Softwarearchitektur bzw. Spiel-Engine der Spiele. Darunter fallen unter anderem die Grafik-Engine, die Steuerung und diverse andere Programmcodeteile. Für die komplette Spiel-Engine wird dabei meist mit EAD Technology, einer anderen EAD Abteilung, zusammengearbeitet. Außerdem erstellen sie das vor allem das Leveldesign und die Handlung der Spiele. Die Handlung wird dabei, wie bei Computerspielen üblich, meist von einem oder mehreren Autoren geschrieben, die ebenfalls Teil des Nintendo EAD Teams sind.

#### Software-Entwicklungsgruppe 1
Manager/Produzent: Hideki Konno

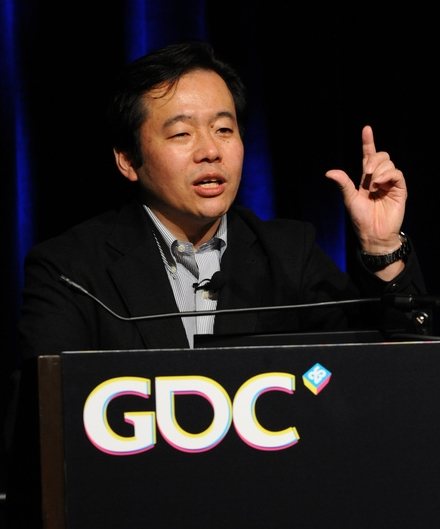
Hideki Konno

Die Software-Entwicklungsgruppe 1 in der Kyōto-Entwicklungsabteilung wird von Hideki Konno geleitet, der seit Super Mario Bros. 2 an der Mario-Serie arbeitet. Seit dem ersten Teil der Mario-Kart-Reihe wirkte er als Direktor dieser Spiele. Als Produzent dieser Entwicklungsabteilung leitet er die Entstehung neuer Mario-Kart-Ableger. Außerdem war er Produzent im ersten Nintendogs. Zu diesem Spiel erschien 2011 ein Nachfolger Nintendogs+Cats. Als das Spiel entwickelt wurde, arbeitete die Abteilung gleichzeitig an Mario Kart 7, erhielt aber den Auftrag, Nintendogs zuerst fertigzustellen. Da für Mario Kart 7 daher Mitarbeiter fehlten, arbeitete man mit den Retro Studios zusammen.
Ende 2011 bestätigte Konno, an einem neuen Mario-Kart-Spiel für die Wii U zu arbeiten.

#### Software-Entwicklungsgruppe 2
Manager/Produzent: Katsuya Eguchi

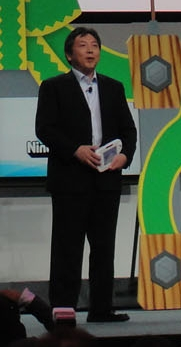
Katsuya Eguchi

Das zweite Kyōto-Studio wird von Katsuya Eguchi geleitet, der seine Arbeit bei Nintendo als Designer bei Super Mario Bros. 3 begann. Später wurde er Direktor des ersten Animal-Crossing-Teils und auch für die Nachfolgespiele. Durch die Umstrukturierung wurde er zum Produzent der Reihe. Neben den Animal-Crossing-Spielen hat das Studio kommerziell überaus erfolgreiche Spiele wie Wii Sports entwickelt. Ihr letztes Spiel veröffentlichte die Gruppe 2009. Aktuell arbeitet sie an einem 3DS-Ableger von Animal Crossing, der noch 2012 in Japan erscheinen soll, für Europa nun für die erste Jahreshälfte 2013 bestätigt wurde sowie Nintendo Land, einer Minispielsammlung, die zum Start der Wii U erscheinen soll.

#### Software-Entwicklungsgruppe 3
Manager/Produzent: Eiji Aonuma

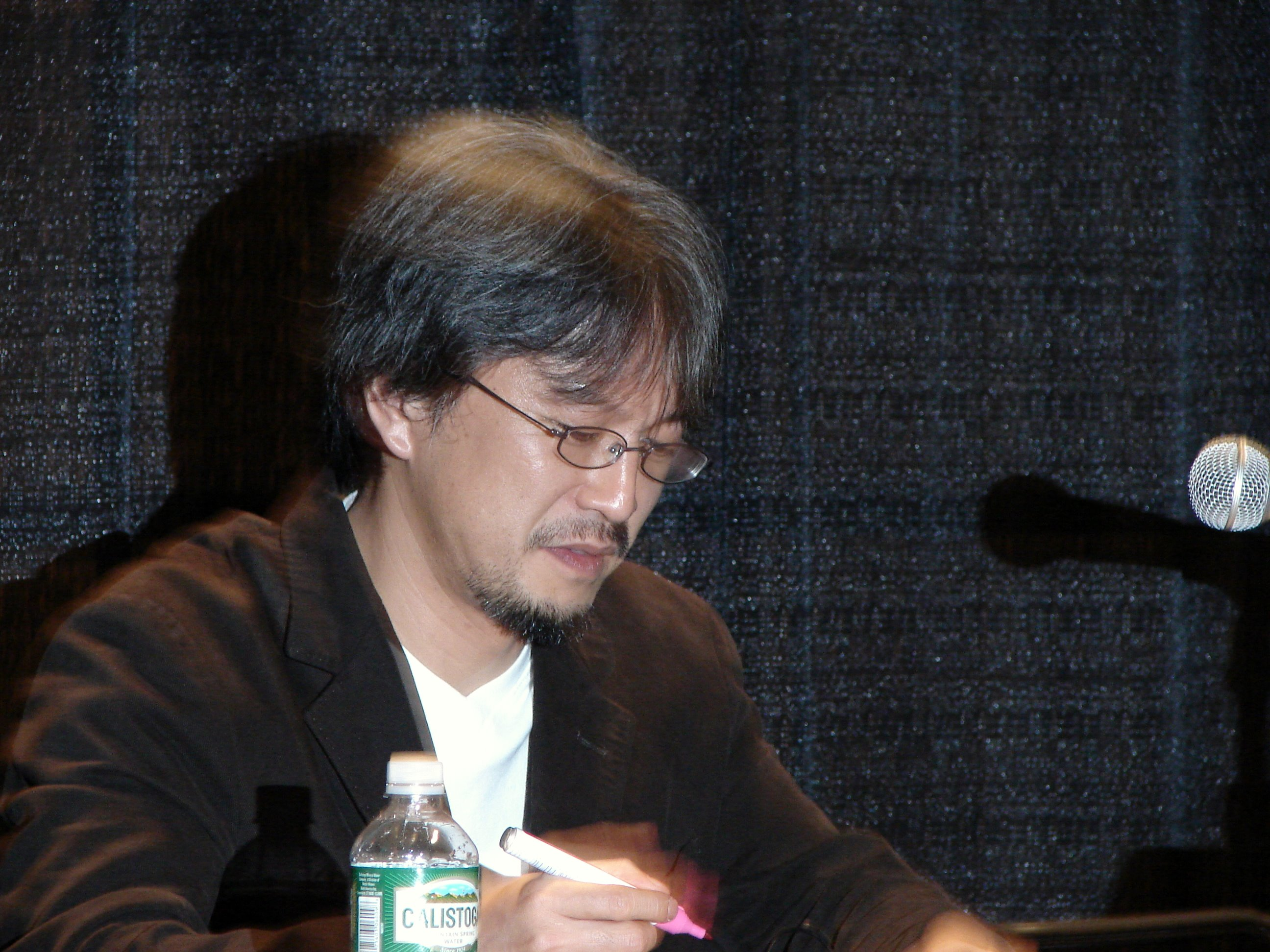
Eiji Aonuma ist der Leiter der dritten Software-Entwicklungsgruppe und der Produzent der Zelda-Reihe.

Die dritte Software-Entwicklungsgruppe ist für die Zelda-Reihe verantwortlich. Eiji Aonuma ist Produzent der Gruppe und wirkte seit Ocarina of Time an der Reihe mit. Die Gruppe ist in zwei Teams aufgeteilt, eines entwickelt Handheld-, das andere stationäre Konsolen-Zelda-Ableger.

#### Software-Entwicklungsgruppe 4
Manager/Produzent: Hiroyuki Kimura
EAD Group 4 wird von Hiroyuki Kimura geleitet. Die Gruppe zeichnet für unterschiedliche Reihen verantwortlich, wie Big Brain Academy oder Remakes von Pikmin. Außerdem entwickelte sie die letzten beiden 2D-Mario-Ableger. New Super Mario Bros. Wii erschien 2009 und war das letzte veröffentlichte Spiel von EAD 4. Bereits 2008 bestätigte Miyamoto die Arbeiten an Pikmin 3. Es wird für die Wii U erscheinen. Daneben arbeitet die Gruppe an New Super Mario Bros. 2 und New Super Mario Bros. U, die beide 2012 erscheinen soll, ersteres für 3DS, das zweite für Wii U.

#### Software-Entwicklungsgruppe 5
Manager/Produzent: Tadashi Sugiyama
Geleitet vom früheren Nintendo-Mitarbeiter Tadashi Sugiyama, stammen Wii Fit und der Nachfolger von dieser Abteilung. Für diese kommerziell erfolgreichen Spiele arbeitete man mit der Hardware-Abteilung an der Zusatzhardware Balance Board zusammen. Ferner entwickelte die Gruppe Steel Diver und das 3D-Remake von Lylat Wars (Star Fox 64). Derzeit arbeitet die Gruppe an Wii Fit U.

### Tokyo Software Development Department

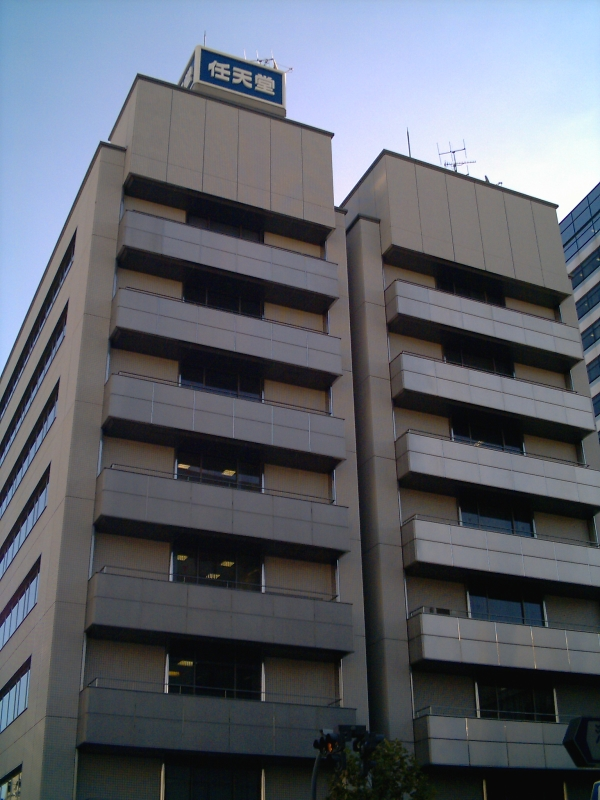
Das Büro der EAD Tokyo

Die 2003 gegründete Zweigstelle von Nintendo EAD wird oft auch einfach nur als EAD Tokyo bzw. EAD Tokio bezeichnet. Es ist die erste interne Abteilung von Nintendo, die außerhalb von Kyōto angesiedelt ist. Die Abteilung umfasst etwa 65 Mitarbeiter und ist in zwei Gruppen gespalten.

#### Tokio-Entwicklungsgruppe 1
Manager/Produzent: Takao Shimizu
Die erste Gruppe von EAD Tokyo wird von Takao Shimizu geleitet. Ihr erstes Spiel Donkey Kong Jungle Beat wurde mit mehreren Innovationspreisen ausgezeichnet. Danach wollte das Team ein Spiel mit neuen Figuren entwickeln, Miyamoto meinte aber, die Gruppe sei bereit ein neues Mario-Spiel zu entwickeln. Basierend auf einem Konzept, das sich auf die Demo Super Mario 128 aus dem Jahr 2000 zurückverfolgen lässt, entstand Super Mario Galaxy, das 2007 für die Wii erschien. Seitdem hat das Team kein eigenes größeres Projekt mehr veröffentlicht, sondern bei Projekten wie Ocarina of Time 3D mitgewirkt.

#### Tokio-Entwicklungsgruppe 2
Manager/Produzent: Yoshiaki Koizumi

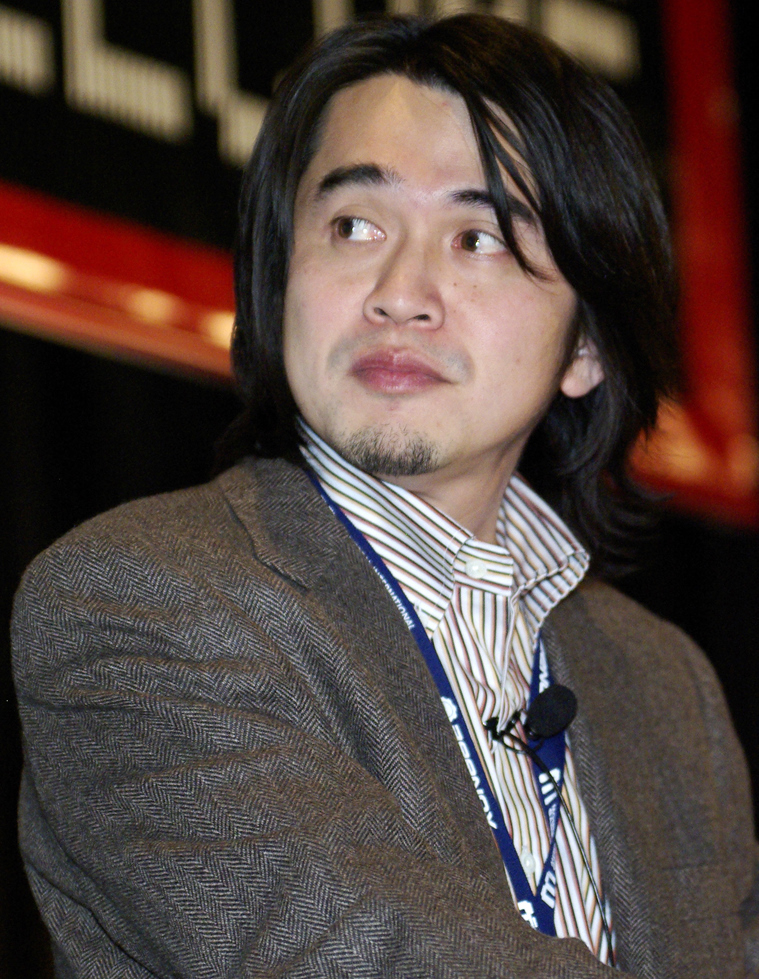
Yoshiaki Koizumi führt die zweite Tokio-Entwicklungsgruppe an, die unter anderem für Super Mario Galaxy 2 verantwortlich zeichnete.

Yoshiaki Koizumi, der seit 1991 für Nintendo arbeitet, leitet das zweite in Tokyo ansässige Entwicklerteam. Nach dem Download-Programm Flipnote Studio und einer Neuauflage entwickelte die Gruppe Super Mario Galaxy 2. Direkt nach der Veröffentlichung im Sommer 2010 begann man die Arbeiten an Super Mario 3D Land, das Ende 2011 herauskam. Mitte 2011 bestätigte Koizumi die Arbeiten an einem 3D-Super-Mario-Spiel für die Wii U.

### EAD Soundgruppe
Manager/Produzent: Kōji Kondō

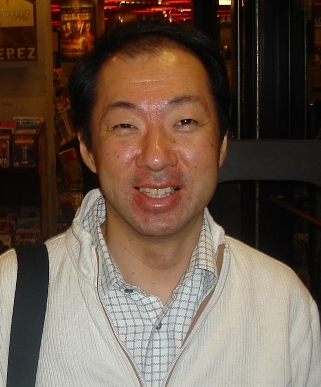
Der berühmte Videospielkomponist Kōji Kondō leitet die Soundgruppe, die an Musik und Ton der EAD-Spiele arbeitet.

Die EAD Soundgruppe ist ein flexibles Team aus etwa 40 Komponisten, Toneffektkünstlern und -entwicklern. Leiter der Gruppe ist Kōji Kondō, der unter anderem für die Mario- und Zelda-Reihen seit deren Bestehen komponiert. Die Hauptmelodie aus Super Mario Bros. (NES 1985) gilt als bekannteste Videospielmelodie. Als Kondōs bedeutendstes Spiel, für das er allein komponiert hat, gilt The Legend of Zelda: Ocarina of Time (N64 1998). Der Nachfolger Majora's Mask (N64 2000) ist das letzte Spiel, für dessen Ton Kondō im Alleingang zuständig war. Nach diesem Spiel kümmerte er sich mehr um die Leitung der Soundgruppe und kontrolliert die Arbeit anderer Komponisten, für einige Spiele komponiert er noch einige Lieder.
Mit einem Orchester arbeitete die Soundgruppe erstmals für The Legend of Zelda: Twilight Princess (GameCube/Wii 2006) zusammen. Das Spiel entstand bei EAD Kyōto, während die zwei orchestrierten Stücke des Spiels vom EAD-Tokyo-Mitarbeiter Mahito Yokota komponiert wurden. Für die Musik des Spiels kooperierte EAD Kyōto also mit EAD Tokyo. Darauf setzte EAD Orchestermusik wieder in Super Mario Galaxy (Wii 2007) ein, das intern bei EAD Tokyo entwickelt wurde. Die meisten Stücke komponierte Yokota, während Kondō für vier Stücke verantwortlich zeichnete. Auch der Nachfolger Super Mario Galaxy 2 (Wii 2010), ebenfalls EAD Tokyo, wurde zum Großteil von Yokota unter Verwendung eines Orchesters musikalisch untermalt. Im neuesten Ableger der Zelda-Reihe, Skyward Sword (Wii 2011) arbeitete EAD Kyōto erneut mit EAD Tokyo für den Ton zusammen. Das Spiel enthält knapp 200 Lieder, ein Großteil orchestriert. Für die Spielmusik waren zehn Mitarbeiter verantwortlich, fünf davon als Komponisten, darunter erneut Yokota und Kondō, der ein Stück beisteuerte. Damit ist es das EAD-Spiel mit den meisten Tonmitarbeiter.

### EAD Technology
Leiter: Takao Sawano
EAD Technology (deutsch: EAD Technik) ist teilweise für die Programmierung der EAD-Projekte zuständig. Im Gegensatz zum externen Unternehmen SRD, das ebenfalls mit EAD an der Programmierung zusammenarbeitet, ist EAD Technology eine interne Abteilung und kümmert sich beispielsweise um Prototypenentwicklung, Entwicklertools oder technische Unterstützung. In einem Interview äußerte sich der Abteilungsleiter Takao Sawano, dass er oft direkt mit Miyamoto zusammenarbeite. Dabei leistet er mit seinem Team entweder technische Unterstützung oder Planung.
Teils werden Mitarbeiter von EAD Technology direkt dem Software Development Department zugeordnet, beispielsweise bei der Entwicklung von Wii Fit. Für dieses Spiel wurde Sawano dem Software Development Department untergeordnet und arbeitete mit Takeshi Nagareda von Nintendo Integrated Research & Development an der Zusatzhardware Wii Balance-Board.
EAD Technology ist wiederum in zwei Gruppen unterteilt:

#### Technology Design Group
Leiter: Keizo Ota
Die Technology Design Group (deutsch: Technik-Designgruppe) steht unter der Leitung von Keizo Ota und kümmert sich hauptsächlich um die Entwicklung von Prototypen. Beispielsweise war Keizo Ota für die GameCube-Demo Super Mario 128 zuständig, deren Director Yoshiaki Koizumi war. Obwohl es längere Zeit lang hieß, es handele sich um ein vollwertiges Spiel, wurde Super Mario 128 nie veröffentlicht. Stattdessen gingen Teile der Demo in Titel wie Pikmin oder Super Mario Galaxy über.
Unter der Leitung von Keizo Ota entwickelte die Technology Design Group außerdem ein Software Development Kit (SDK) für die Zusatzhardware Wii Motion Plus.
Weiter war das Team für Tech-Demos zur Wii zuständig. Mit seinem Team experimentierte Ota, noch bevor feststand, dass der Wii-Controller eine Fernbedienung sei. In diesem Zusammenhang leitete Ota die Entwicklung von Tennis in Wii Sports. Für dieses Projekt war er ins Software Development Department eingeordnet.

#### Development Environment Group
Leiter: Yasunari Nishida
Eine weitere Abteilung von EAD Technology ist die Development Environment Group (deutsch etwa: Umgebungs-Entwicklungsgruppe). Deren Leiter ist Yasunari Nishida. Ursprünglich gehörte er SRD an und programmierte Spiele wie Super Mario Bros. oder The Legend of Zelda, trat aber später EAD bei.

### SRD
Die K.K. SRD (株式会社SRD, Kabushiki kaisha SRD), kurz für Systems Research & Development (deutsch: „Systemforschung und -entwicklung“), ist ein japanisches Unternehmen, das CAD-Pakete entwickelt und auf Auftrag Spiele programmiert. Der Firmensitz ist in Osaka, eine Zweigstelle befindet sich in Kyōto und ist in Nintendos Hauptquartier untergebracht. Der Präsident von SRD ist Toshihiko Nakagō, er war eines der Gründungsmitglieder des Unternehmens. SRD wurde 1979 gegründet und Nakagō programmierte beispielsweise Tabellenkalkulationsanwendungen. 1982 begann die Zusammenarbeit mit Nintendo R&D2, der Abteilung, die für die Entwicklung der Hardware zuständig war. Nakago programmierte Arcade-Portierungen für das Famicom, da er sich mit der Variante des 6502-Chips, der im Famicom verbaut war, auskannte. So war er beispielsweise für die Famicom-Portierung von Donkey Kong zuständig. Durch die Donkey-Kong-Portierung wurde Miyamoto auf Nakagō aufmerksam und wies ihn an, mit ihm an Excitebike zu arbeiten.
Während Miyamoto mit Nakagō Excitebike entwickelte, arbeitete er gleichzeitig mit Tezuka an Devil World, das zuerst erschien und das erste Spiel von R&D4 war. Das nächste Projekt der Abteilung wurde Super Mario Bros., an dem Miyamoto erstmals gleichzeitig mit Tezuka und Nakago arbeitete. Zur gleichen Zeit entstand auch The Legend of Zelda. Seitdem arbeitete Miyamoto mit seinem R&D4-Team sehr eng mit SRD und Nakagō zusammen.
Die Zusammenarbeit zwischen SRD und R&D4, später EAD, besteht noch heute. SRD zeichnete unter anderem für die Programmierung der weiteren Mario- und Zelda-Ableger verantwortlich. Wegen der 25-jährigen Kooperation gelten Miyamoto, Tezuka und Nakago als das goldene Dreieck.
Kazuaki Morita, ein Vorstandsmitglied von SRD, programmiert ebenfalls seit Super Mario Bros. für Nintendo und hat beispielsweise in The Legend of Zelda: Ocarina of Time das Angelspiel entworfen. Er ist Manager der SRD-Zweigstelle Kyōto.

## Rezeption
„Led by Shigeru Miyamoto and Takashi Tezuka, EAD is known as one of the pioneers in revolutionizing the way the public plays and perceives videogames. The team is much more than a group of designers, artists, and programmers thrown together. EAD is the Pablo Picasso of the videogame industry, with a record of creating the Mona Lisa on numerous occasions.“

„Geleitet von Shigeru Miyamoto und Takashi Tezuka ist EAD bekannt als einer der Pioniere darin, die Art, wie die Öffentlichkeit Videospiele spielt und wahrnimmt, zu revolutionieren. Das Team ist weitaus mehr als eine Gruppe von Designern, Künstlern und Programmierern durcheinander geworfen. EAD ist der Pablo Picasso der Videospielindustrie, mit der Leistung, die Mona Lisa bei mehreren Gelegenheiten zu erschaffen.“

Viele von EADs Spielen zeichnen sich durch überaus hohen kommerziellen Erfolg aus und erhielten extrem gute Bewertungen. Einige Spiele des Studios revolutionierten die Spieleindustrie komplett.
Wii Sports hat sich mit Stand März 2012 knapp 79 Millionen Mal verkauft – es wurde zum Teil zusammen mit der Wii-Konsole verkauft – und ist dadurch mit großem Abstand das bislang meistverkaufte Videospiel. Dahinter folgt Super Mario Bros. mit 40 Millionen verkauften Einheiten und Mario Kart Wii mit knapp 32 Millionen.
Mit einem Metascore von 99/100 gilt The Legend of Zelda: Ocarina of Time als das qualitativ beste Videospiel überhaupt. Bei Gamerankings führte 2019 Super Mario Galaxy die Bestenliste an, gefolgt von Ocarina of Time auf Platz 2. Auf den Plätzen 3 und 4 folgten Super Mario Odyssey sowie Super Mario Galaxy 2.
Das NES-Spiel Super Mario Bros. von 1985 gilt als Meilenstein der Videospielgeschichte, indem es das Jump-’n’-Run-Genre nachhaltig prägte und Techniken wie Scrolling verbreitete. Durch seinen Erfolg beendete das Spiel den sogenannten Video Game Crash, den Zusammenbruch des Heimvideospielmarktes ab 1983. 1992 erschuf Super Mario Kart das Genre der Funracer. Super Mario 64 von 1996 begründete das Genre der 3D-Jump'n'Runs und prägte die Entwicklung nachfolgender 3D-Spiele auf lange Zeit; ebenfalls ein Exempel für 3D-Spiele stellte das zwei Jahre später erschienene The Legend of Zelda: Ocarina of Time dar. Auch viele spätere EAD-Spiele wurden für ihr innovatives Spielprinzip gelobt, darunter Pikmin (2001), Nintendogs (2005), Wii Sports (2006). Die beiden 2011 auf den Markt gekommenen Spiele Super Mario 3D Land und The Legend of Zelda: Skyward Sword wurden von IGN Entertainment als wegweisend für die Zukunft autostereoskopischer 3D- beziehungsweise Bewegungssteuerung-Spielen bezeichnet.